# Stadion Progress w Zarafshonie
Stadion Progress – wielofunkcyjny stadion w Zarafshonie, w Uzbekistanie. Swoje mecze rozgrywa na nim drużyna Qizilqum Zarafshon. Obiekt może pomieścić 5000 widzów.